# CJKV
CJKV là từ viết tắt theo tiếng Anh của một tập hợp ngôn ngữ bao gồm tiếng Trung (Chinese), tiếng Nhật (Japanese), tiếng Triều Tiên (Korean) và tiếng Việt (Vietnamese) vì đây là những ngôn ngữ có một trong các cách viết dựa vào chữ Hán. Tiếng Việt cũng được xem là một thành phần của tập hợp này vì tiếng Việt cũng có thể viết bằng chữ Hán và chữ Nôm. Cả bốn ngôn ngữ đều thuộc vùng văn hóa Đông Á. Từ "CJKV" thường được dùng trong khoa học máy tính khi gặp vấn đề mã hóa ký tự chữ Hán và các loại chữ tương tự như chữ Nôm.
Bất cứ hai trong bốn thứ tiếng kể trên đều có nhiều điểm chung và đều bị ảnh hưởng từ tiếng Trung. Nếu như trong tiếng Nhật bộ chữ Kanji chính là gần 2.000 chữ Hán thông dụng với tiếng Trung thì trong tiếng Việt cũng có tới 70% từ có yếu tố Hán-Việt. Dù có nhiều điểm chung như vậy tuy nhiên mỗi tiếng trong quá trình hình thành và phát triển đã tạo cho mình bản sắc văn hóa dân tộc riêng. Ví dụ như hiện nay Nhật Bản không đón tết âm lịch; Việt Nam không đọc thời gian theo kiểu năm-tháng-ngày; Việt Nam và Trung Quốc gọi ngày trong tuần theo thứ tự còn Nhật Bản và Triều Tiên, Hàn Quốc gọi theo nhật nguyệt ngũ hành.
Âm đọc chữ Hán cũng là một điểm khác nhau đáng lưu ý khi có sự tương ứng trong âm tiết. Thí dụ chữ Hán "明" tiếng Việt đọc là Minh, tiếng Triều Tiên đọc là Myeong, tiếng Hán đọc là Míng còn tiếng Nhật đọc là Mei.